# عبد المجيد سليم
عبد المجيد سليم (1882م- 1954م) شيخ الأزهر. ولد في قرية ميت شهالة التابعة لمركز الشهداء بمحافظة المنوفية.

## ترجمة موجزة له
ولد الشيخ عبد المجيد سليم في 1 ذي الحجة 1299هـ/ 13 أكتوبر 1882م، في قرية (ميت شهالة)، وهي قرية تابعة لمدينة الشهداء بمحافظة المنوفية في مصر، حفظ القرآن وجوّده، ثم التحق بالأزهر، وكان متوقد الذكاء مشغوفاً بفنون العلم متطلعاً إلى استيعاب جميع المعارف. وكان يختار أعلام الأساتذة والمشايخ ليتتلمذ عليهم، فحضر دروس الشيخ الإمام محمد عبده، والشيخ حسن الطويل، والشيخ أحمد أبو خطوة وغيرهم من كبار الأئمة والمحدثين، ونال شهادة العالمية من الدرجة الأولى سنة 1908م، وشغل وظائف التدريس، والقضاء، والإفتاء، ومشيخة الجامع الأزهر، ومكث في الإفتاء قرابة عشرين عامًا، وله من الفتاوى ما يقرب من 15 ألف فتوى، وتولى مشيخة الأزهر مرتين، وأُقِيل في أولاهما؛ لأنَّه نقدَ الملك، ثم استقال من المنصب في المرة الثانية في 17 سبتمبر 1952م، وتوفي في صباح يوم الخميس (10 صفر 1374هـ/ 7 أكتوبر 1954م). «انظر: كتاب فتاوى كبار علماء الأزهر الشريف والمجامع الفقهية حول ربا البنوك والمصارف، ط دار اليُسر - القاهرة».
وفيما يلي استعراض لمواقف مشرفة له في بعض المسائل المهمة التي زلَّ فيها الكثير:

## موقفه من رباالمصارف
قال --: «أخـْذ فوائد على الأموال المودعة بالبنوك من قبيل أخذ الربا المحرم شرعًا، ولا يبيح أخذه قصد التصدق به؛ لإطلاق الآيات والأحاديث على تحريم الربا، ولا نعلم خلافًا بين علماء المسلمين في أن الربا محرمٌ شرعًا على أي وجه كان، هذا ولا يقبل الله -تعالى- هذه الصدقة؛ بل يأثم صاحبها كما تدل على ذلك أحاديث كثيرة عن رسول الله -صلى الله عليه وسلم-». «انظر: فتاوى دار الإفتاء المصرية، فتوى (3252) بتاريخ (20 مايو 1943م)، نقلاً عن كتاب فتاوى كبار علماء الأزهر الشريف والمجامع الفقهية في ربا البنوك والمصارف».
وقال أيضًا—عن فوائد السندات: «الفوائد من الربا الذي حرمه الله -تعالى- في كتابه العزيز». «انظر: فتاوى دار الإفتاء المصرية، فتوى (617) بتاريخ 29 ربيع الأول 1362- 4 إبريل 1943م. نقلاً عن كتاب فتاوى كبار علماء الأزهر الشريف والمجامع الفقهية في ربا البنوك والمصارف».
وسُئل عن حُكم العمل ككاتب بأحد البنوك الربوية فقال: «اطلعنا على هذا السؤال، ونفيد أن الربا محرمٌ شرعًا بنص الكتاب والسنة وبإجماع المسلمين، ومباشرة الأعمال التي تتعلق بالربا من كتابة وغيرها إعانة على ارتكاب المحرم، وكل ما كان كذلك فهو محرم شرعًا». «انظر: فتاوى دار الإفتاء المصرية، (620) فتوى بتاريخ 28 رمضان 1363 - 16 سبتمبر 1944م. نقلاً عن كتاب فتاوى كبار علماء الأزهر الشريف والمجامع الفقهية في ربا البنوك والمصارف».

## موقفه منالبهائيينوالدروز
قال—عن البهائيين: «ومَن كان منهُم في الأصل مسلمًا أصبح باعتقاده لمزاعم هذه الطائفة (أي البهائية) مُرتدًّا عن دين الإسلام وخارجًا عنه، تجري عليه أحكام المُرتد المقررة في الدِّين الإسلامي القويم، وإذا كانت هذه الطائفة ليست من المسلمين فلا يجوز شرعًا دفن موتاهم في مقابر المسلمين سواء منهم مَن كان في الأصل مسلمًا ومَن لم يكن كذلك». «انظر: فتاوى دار الإفتاء، بــاب: من أحكام المقابر والجبانات والجنائز ونقل الموتى برقم (609). نقلاً عن كتاب فتاوى كبار علماء الأزهر الشريف حول البهائية والقاديانية، ط دار اليُسر - القاهرة».
وسُئل—عن رجل درزي أجرى عقد نكاحه على امرأة سنية من أشراف النساء، فهل صحَّ هذا العقد، وهل يَحِلّ لذلك الرجل الدرزي أن يدخل بتلك المرأة السنية؟
فأجاب—قائلاً: "نفيد بأنَّه قد قال ابن عابدين في باب: "المرتد" من الجزء الثالث من «رد المحتار» بعد كلام ما نصه: "تنبيه: يعلم مما هنا حكم الدُّروز والنيامنة فإنَّهم في البلاد الشامية يظهرون الإسلام والصوم والصلاة مع أنهم يعتقدون تناسخ الأرواح، وحِل الخمر والزِّنا، وأنَّ الألوهية تظهر في شخص بعد شخص، ويجحدون الحشر والصوم والصلاة والحج، ويقولون: المسمى بها غير المعنى المراد، ويتكلمون في جناب نبينا -صلى الله عليه وسلم- كلمات فظيعة، وللعلامة المحقق عبد الرحمن العمادي فيهم فتوى مطولة، وذكر فيها أنهم ينتحلون عقائد النصيرية والإسماعيلية الذين يُلقبون بالقرامطة والباطنية الذين ذكرهم صاحب المواقف، ونَقل عن علماء المذاهب الأربعة أنَّه لا يَحل إقرارهم في ديار الإسلام بجزية ولا غيرها، ولا تحل مناكحتهم ولا ذبائحهم".
وقال ابن عابدين -أيضًا- في «رد المحتار» في فصل المحرمات عند قول المصنف: «وحرم نكاح الوثنية بالإجماع» ما نصه: «قلتُ: وشمل ذلك الدُّروز والنصيرية والنيامنة فلا تحل مناكحتهم ولا تؤكل ذبيحتهم؛ لأنهم ليس لهم كتاب سماوي».
ومن هذا يُعلم -والكلام للشيخ عبد المجيد- أنَّه إذا كان الرجل المذكور من طائفة «الدروز» -وكانت هذه الطائفة حالها كما ذكرناه عن ابن عابدين- كان كافرًا فلا يجوز له نكاح المسلمة، وإذا تزوجها كان الزواج باطلاً لا يترتب عليه ولا على الدخول فيه أثر من آثار النكاح الصحيح، فالوطء فيه زنا لا يثبت به النَّسب ولا تجب العِدة. «انظر: فتاوى دار الإفتاء، بــاب: من أحكام الزواج وما يتعلق به برقم (82)، بتاريخ (8 رمضان 1353- 15 ديسمبر 1934م). نقلاً عن كتاب فتاوى كبار علماء الأزهر الشريف حول الشيعة، ط دار اليُسر - القاهرة».

## موقفه من المولد النبوي وغيره من الموالد
قال --: "عمل الموالد بالصفة التي يعملها العامة الآن لم يفعله أحد من السلف الصالح ولو كان ذلك من القُرَب لفعلوه". "انظر: "فتاوى دار الإفتاء، فتوى (589)، بتاريخ (أول ربيع الثاني 1361 - 27 أبريل 1942م). نقلاً عن كتاب فتاوى كبار علماء الأزهر الشريف حول الأضرحة والقبور والنذور".

## موقفه من النذر لغير الله
قال --: «نذر العوام لأرباب الأضرحة أو التصدق لهم تقربًا إليهم وهو ما يقصده هؤلاء الجهلة مما ينذرونه حرامٌ بإجماع المسلمين، والمال المنذور أو المتصدَّق به يجب ردّه لصاحبه إن علم، فإن لم يعلم فهو من قبيل المال الضائع الذي لا يعلم له مستحق فيصرف على مصالح المسلمين أو على الفقراء، ولا يتعين فقير لصرفه إليه، فليس لفقير معين، ولو كان خادمًا للضريح أو قريبًا لصاحبه حق فيه قبل القبض، ومن قبض منهما شيءًا وكان فقيرًا فإنما تملكه بالقبض، ولا يجوز لغني أن يتناول منه شيئا، فإن تناول منه شيئا لا يملكه وجب رده على مصارفه». «انظر: فتاوى دار الإفتاء المصرية، فتوى (387) بتاريخ 10 محرم 1364 - 25 ديسمبر 1944م. نقلاً عن كتاب فتاوى كبار علماء الأزهر الشريف حول الأضرحة والقبور والنذور».

## موقفه من آلات اللهو (الآلات الموسيقية)
وسُئل --: هل من الجائز شرعًا النقر على الدفوف وضرب الطبول والمزمار أثناء الصلوات في الجوامع؟
فأجاب—قائلاً: "اطلعنا على هذا السؤال، ونفيد بأنه لا يجوز شرعًا عند فقهاء الحنفية الضرب على الدف وسائر آلات اللهو، إلا ما استثنوه من الدف بلا جلاجل في ليلة العرس وطبل الغزاة والحجاج والقافلة على ما جاء بكتاب الطريقة المحمدية، وقال الزيلعي عند قول المصنف: "ومن دعي إلى وليمة وثمة لعب وغناء يقعد ويأكل" ما نصه: "ودلت المسألة على أن الملاهي كلها حرام حتى التغني بضرب القضيب".
ومن هنا يعلم أن النقر على الدف وضرب الطبول والمزمار مما لا يجوز شرعًا عند فقهاء الحنفية، بل ذلك كله حرام عندهم، وهو أشد حرمة إذا كان في الحالة المذكورة بالسؤال. «انظر: فتاوى دار الإفتاء المصرية، فتوى بتاريخ ربيع الأول 1348- 12 أغسطس 1929م».

## موقفه مِن سبِّ الدين
قال --: «من قال هذه الجملة الخبيثة المذكورة: (يسب الدين)؛ فهو كافر مرتد عن دين الإسلام بلا خلاف بين أئمة المسلمين، والأمر في ذلك ظاهر لا يحتاج إلى بيان». «انظر: فتاوى دار الإفتاء المصرية، فتوى بتاريخ شوال 1352- 6 يناير سنة 1934م».
وله من المواقف المشرفة الكثير، وفي ذلك أسوة لمن بعده من العلماء، أسأل الله -تعالى- أن يرحمه رحمة واسعة، وأن يولي أمورنا خيارنا، والحمد لله رب العالمين.
نقلا من موقع طريق السلف

## وفاته
توفي في 7 أكتوبر 1954م/10 صفر 1374 هـ